# Илсенбург (Харц)
Илсенбург (њем. Ilsenburg) град је у њемачкој савезној држави Саксонија-Анхалт. Једно је од 20 општинских средишта округа Харц. Посједује регионалну шифру (AGS) 15085190.

## Географски и демографски подаци
Илсенбург се налази у савезној држави Саксонија-Анхалт у округу Харц. Град се налази на надморској висини од 250 метара. Површина општине износи 63,1 км². У самом граду је, према процјени из 2010. године, живјело 9.905 становника. Просјечна густина становништва износи 157 становника/км².